# Adam Doliwa (prawnik)
Adam Doliwa (ur. 14 sierpnia 1973 roku w Ełku) – polski prawnik cywilista, prof. dr hab. nauk prawnych o specjalności prawo cywilne, prawo samorządu terytorialnego, specjalista w zakresie prawa mieszkaniowego. Zatrudniony w Uniwersytecie w Białymstoku na stanowisku profesora. Na Wydziale Prawa UwB pełni funkcję kierownika Katedry Prawa Cywilnego i Rolnego, a w jej strukturze także kierownika Zakładu Prawa Cywilnego. Jest członkiem Rady Dyscypliny Nauki Prawne Wydziału Prawa UwB. W latach 2019–2020 był dyrektorem Filii UwB (Wydziału Ekonomiczno-Informatycznego) w Wilnie. Od 2023 roku sędzia Sądu Najwyższego.

## Życiorys
Studia prawnicze ukończył na Wydziale Prawa Uniwersytetu w Białymstoku (1998). Tamże uzyskał stopień doktora nauk prawnych (2001) na podstawie rozprawy pt. Pozycja prawna Agencji Własności Rolnej Skarbu Państwa jako instytucji powierniczej, której promotorem był prof. Stanisław Prutis, a recenzentami prof. Teresa Mróz i prof. Andrzej Stelmachowski. Habilitował się w 2013 r. – ze specjalnością prawo cywilne – na podstawie dorobku
naukowego i monografii pt. Osobowość prawna jednostek samorządu terytorialnego.
Profesurę uzyskał w 2022 r. na podstawie całokształtu dorobku naukowego, w tym zagranicznych i krajowych staży naukowych i zrealizowanych projektów badawczych, w tym europejskich i międzynarodowych oraz monografii pt. Funkcje zasad współżycia społecznego w prawie cywilnym. Jest autorem wielu publikacji naukowych, w tym monografii, podręczników akademickich, komentarzy do ustaw. W ramach programu europejskiego Ukraine Local Empowerment, Accountability and
Development Programme (U-LEAD) with Europe kierował projektem naukowym pt. Procurement of services trough direct placement procedure to support decentralisation reform in Ukraine (2020–2021).
Był członkiem Rady Legislacyjnej przy Prezesie Rady Ministrów XII kadencji (2014–2018). Jest członkiem Rady Naukowej Polskiego Instytutu Notarialnego (POLINot) oraz członkiem zespołu ekspertów Instytutu Legislacji i Prac Parlamentarnych Naczelnej Rady Adwokackiej (od 2021). Wypromował czworo doktorów nauk prawnych.
W 2023 w trakcie kryzysu wokół Sądu Najwyższego w Polsce zgłosił swoją kandydaturę na sędziego Sądu Najwyższego. 29 listopada 2023 roku Prezydent RP Andrzej Duda powołał go do pełnienia urzędu sędziego Sądu Najwyższego.

## Wybrane publikacje
1. J. Bieluk, A. Doliwa, Umowy dotyczące spadków, CH Beck, Warszawa 2022[23];
2. A. Doliwa, Prawo mieszkaniowe. Komentarz, 6. wydanie, CH Beck, Warszawa 2021[24];
3. A. Doliwa, Funkcje zasad współżycia społecznego w prawie cywilnym, CH Beck, Warszawa 2021[25];
4. A. Doliwa, Osobowość prawna jednostek samorządu terytorialnego, CH Beck, Warszawa 2012[26];
5. A. Doliwa, Prawo cywilne – część ogólna, 3. wydanie, CH Beck, Warszawa 2012[27];
6. A. Doliwa, Prawo spadkowe, 3. wydanie, CH Beck, Warszawa 2012[28].